# Ottokar Czernin
Pour les articles homonymes, voir Ottokar.
Ottokar Theobald Otto Maria, comte Czernin de et à Chudenitz (en allemand : Ottokar Theobald Otto Maria, graf Czernin von und zu Chudenitz, en tchèque : Otakar Theobald Otto Maria hrabě Černín z a na Chudenicích, né le 26 septembre 1872 à Dimokur – mort le 4 avril 1932 à Vienne), est un diplomate et politique noble austro-hongrois. Il a notamment été ministre impérial des Affaires étrangères pendant la Première Guerre mondiale.

## Formation
Né dans une famille de l'aristocratie germanisée de Bohême, comtes du Saint-Empire, il mène des études en droit à l'université allemande de Prague. 
En 1897, il épouse Maria Kinski von Wychnitz und Tettau, aussi d'ascendance noblesse bohémienne. 
En 1891, à l'âge de 19 ans, il rejoint par cooptation le ministère commun des affaires étrangères à Vienne. Il est alors affecté pour un premier poste à Paris en 1895, puis, en 1899, à La Haye. En 1902, âgé de 30 ans, contraint de démissionner « pour raison de santé », il se retire en Bohême, région dans laquelle sa famille noble possède d'immenses domaines.
Il commence ensuite une carrière politique et siégea à la diète de Bohême au sein du Parti populaire allemand (1903–1913) et à partir de 1912 aussi à la chambre des seigneurs du parlement impérial.

## Carrière diplomatique
Ami proche et allié de l'archiduc François-Ferdinand, l'héritier du trône de la double-monarchie, il se montre partisan de la mise en place d'une dictature afin de redonner à l'empire une constitution centralisée.
Il revient à la carrière diplomatique et est nommé ambassadeur à Bucarest en Roumanie en décembre 1913, à la demande de l'archiduc héritier. 
Fort de cette expérience, il est nommé ministre des affaires étrangères de la double monarchie le 22 décembre 1916, en remplacement du baron Stephan Burián; il conserve ce poste jusqu'au retour de son prédécesseur à ce poste le 16 avril 1918.

### Ambassadeur en Roumanie
Ambassadeur à Bucarest, il acte de la faillite de l'alliance de 1883, liant le royaume de Roumanie aux puissances centrales, une « chose morte », le royaume se rapprochant de l'orbite russe.
S'appuyant sur ses impressions sur le roi Carol Ier en 1914,, partisan de l'intervention de son pays aux côtés des puissances centrales, puis sur la réalité des rapports de force dans la région en 1916, Czernin, ambassadeur à Bucarest, joue un rôle non négligeable dans le maintien de la neutralité roumaine durant la Première Guerre mondiale, contre les sentiments francophiles de l'opinion et du gouvernement dirigé par le premier ministre Brătianu, sans être dupe des ambitions territoriales roumaines à l'égard de ses voisins russe et austro-hongrois, ni de la réalité du retournement d'alliance pratiqué par la Roumanie, matérialisé par la visite de Nicolas II à Bucarest en juin 1914.
Czernin, appuyé par son ministre du tutelle et par le Reich, mène une politique qui doit ramener la Roumanie dans le giron des puissances centrales en promettant le rétablissement de l'autonomie de la Transylvanie (abolie depuis 1867), mais ne réussit pas à obtenir de telles concessions de la part de Budapest. Ambassadeur à Bucarest, il est parfaitement conscient du rôle du Reich dans l'intransigeance de la position austro-hongroise dans la crise de juillet : dans ses échanges avec ses homologues et les ministres des affaires étrangères des principales puissances intéressées dans la crise, il évoque, dans une indiscrétion le 8 juillet la possibilité d'une demande d'aide formulée par le gouvernement de Vienne auprès du gouvernement de Belgrade. Dans cette situation, il ne peut s'opposer durablement à l'entrée en guerre de la Roumanie aux côtés de l'Entente le 27 août 1916 : le roi Ferdinand l'assure de la sécurité de sa personne et il peut regagner l'Autriche-Hongrie dans les jours qui suivent.

### Ministre impérial des affaires étrangères

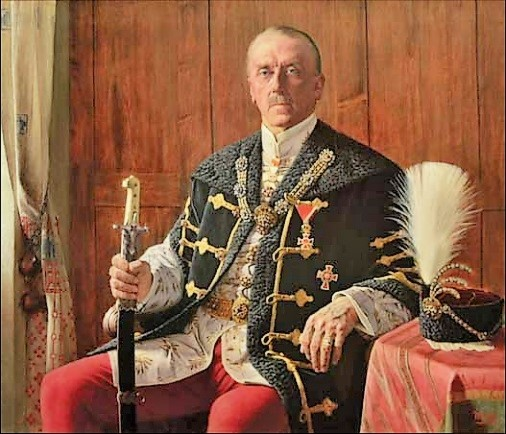
Ottokar Czernin, en uniforme d'ambassadeur (portait du peintre Friedrich Miess).

En juillet 1916, Czernin avait développé des propositions dans un rapport qui, tout en affichant son attachement à l'alliance allemande,, n'en promouvait pas moins la recherche d'un traité de paix générale entre les belligérants.
Proche de longue date du nouvel empereur Charles Ier, il est nommé ministre des affaires étrangères, un des trois portefeuilles communs de la double monarchie. Cependant, à la différence de son prédécesseur Stephan Burián von Rajecz, Czernin, conscient des possibilités austro-hongroises à ce stade du conflit, tente alors de sortir la monarchie des Habsbourg du conflit dans lequel elle s'est précipitée, notamment en proposant une paix sans vainqueur ni vaincu. Ainsi, à la suite des propositions de paix envoyées par les puissances centrales, il conseille au nouveau monarque de faire preuve de prudence et de circonspection à l'égard des Hongrois et du président du conseil du royaume de Hongrie, István Tisza.
Régulièrement informé des propositions de paix allemandes, il rappelle régulièrement à ses interlocuteurs allemands, tout au long des conférences de l'année 1917, le rôle du Reich dans le déclenchement du conflit. Ainsi, il se montre partisan d'une paix de compromis avec les principaux pays de l'Entente, voire d'une paix blanche,.
Le ministre, qui aurait préféré être nommé chef du gouvernement autrichien, ne cache pas son mépris pour un jeune souverain de quinze ans son cadet. Il aurait dit à Alexander Spitzmüller, le directeur du Creditanstalt, nouveau président du conseil en Autriche à la suite du renvoi d'Ernest von Koerber : « Le pauvre petit empereur a besoin d'un chef de gouvernement qui sache le conseiller. Cela ne peut être votre cas ». Il obtient également le départ d'un autre proche conseiller de l'empereur, son ami et chef de cabinet, Ludwig von Polzer-Hoditz (de), le 21 novembre 1917.
Or, le comte comme l'empereur découvrent vite que la dépendance accrue de l'Autriche-Hongrie à l'égard de l'Allemagne empêche une politique étrangère véritablement souveraine, comme l'attestent les résultats des pourparlers de Kreuznach, en mai 1917 : Czernin est réduit au rôle de figurant et les bases de négociations qu'il propose ne sont même pas évoquées, tandis que ses interlocuteurs allemands lui distillent parcimonieusement des informations sur les objectifs politiques et économiques du Reich. Cette dépendance se matérialise de façon définitive lors des pourparlers germano-austro-hongrois de l'automne 1917 : à cette occasion, Czernin se trouve dans l'obligation d'accepter la vassalisation de la double monarchie, en échange de sa survie sous tutelle et sous perfusion économique du Reich, sous couvert de la constitution de la Mitteleuropa.
Les relations entre l'empereur et son ministre se dégradent, d'abord parce que Czernin modifie les consignes données aux diplomates chargés des négociations en 1917, ensuite parce que Charles Ier privilégie la recherche de la paix générale fût-ce contre la volonté allemande (il n'écarte pas la possibilité d'une rupture avec le Reich sur cette question), tandis que le ministre, plus réaliste, préférerait convaincre l'Empire allemand de la nécessité de la paix, restant ainsi fidèle à cette alliance. 
Ainsi, Czernin est réservé sur la reprise de la guerre sous-marine à outrance par les Allemands en février 1917, arguant qu'une telle décision aurait dû être prise par le Reich après consultation de ses alliés, mais laisse l'empereur exprimer ses réticences et n'y fait pas participer la flotte austro-hongroise. En réaction, les États-Unis rompent leurs relations diplomatiques avec l'Allemagne mais pas avec l'Autriche-Hongrie. Czernin et son souverain tentent en mars 1917 de convaincre, sans succès, les dirigeants politiques et militaires allemands de la nécessité d'obtenir une paix de compromis. De même, il critique de plus en plus ouvertement la politique menée par le Reich dans les territoires conquis en commun, se heurtant aux intérêts du Reich en Pologne et en Roumanie, cette dernière alors promise à la double monarchie est alors complètement sous influence économique allemande.
Le 2 octobre 1917, dans un discours à Budapest, Czernin se prononça en faveur du désarmement international puis, dans un autre discours prononcé le 24 janvier 1918, il osa qualifier d'« idées négociables » les Quatorze points du président Wilson.

## Négociateur austro-hongrois,décembre 1916–avril 1918
Dès sa prise de fonctions, souhaitant garantir l'existence de la double monarchie après la cessation des hostilités, perçue comme encore lointaine lors de sa prise de fonctions, il tente de sortir la double monarchie du conflit dans lequel elle est engagée depuis l'été 1914. 

### Diplomatie parallèle
Il essaie, d'accord avec l'empereur, de mener une diplomatie parallèle, en suggérant notamment des concessions territoriales (Alsace-Lorraine à la France et Posnanie à la Pologne par l'Allemagne ; Trentin à l'Italie, Galicie à la Pologne, Bucovine à la Roumanie et Bosnie à la Serbie par l'Autriche-Hongrie) afin d'obtenir une paix rapide avec l'Entente. Charles Ier entame même des discussions avec les puissances alliées par l'entremise des États-Unis, encore neutres en février 1917, ou de ses beaux-frères officiers dans l'armée belge. En mars, puis en mai 1917, Czernin s'entretient avec les deux princes, en présence de l'empereur, et pose comme conditions pour une négociation avec les Alliés le maintien de la double monarchie (moins les territoires cédés) et le refus d'un traité de paix séparée entre la double monarchie et les Alliés, excluant le Reich. 
Les négociations par l'intermédiaire du prince Sixte de Bourbon-Parme ayant échoué, Czernin utilise un autre canal pour parvenir à une paix de compromis. Par l'intermédiaire de Matthias Erzberger, et avec l'accord du Reich, il se rapproche alors de la papauté, mais cette initiative ne trouve aucun écho de la part des membres de l'Entente,. Enfin, il tente durant l'été 1917 un dernier rapprochement, via la Suisse, sans succès. En effet, tiraillé entre le besoin de paix de la double monarchie et les exigences allemandes, il se voit obligé de défendre les positions allemandes en Alsace-Lorraine, mettant au même niveau les revendications italiennes sur Trieste et les revendications françaises de retour des départements cédés au Reich en 1871, alors qu'il propose au mois d’août 1917 un complet désintéressement de la double monarchie en Pologne, en échange de la rétrocession de l'Alsace-Lorraine à la France.

### Czernin face au Reich
Ministre impérial des affaires étrangères, Czernin est le principal interlocuteur des diplomates et hommes d'État allemands lors des négociations continuelles entre les membres de la Triplice. En effet, au fur et à mesure que le conflit se prolonge, non seulement le Reich négocie à son profit exclusif, mais aussi hésite de moins en moins à prendre en compte les intérêts de la double monarchie.
Ainsi, il participe à l'élaboration des buts de guerre de la double monarchie et à leur publicité auprès des alliés de la double monarchie, notamment lors des échanges de Kreuznach en 1917 ; à cette occasion, il parvient à obtenir du Reich et de son chancelier le contrôle politique et économique austro-hongrois sur la Serbie, le Monténégro et l'Albanie. 
Devant affronter à de nombreuses reprises l'intransigeance des responsables allemands, hostiles à l'idée d'une paix de compromis, mais cependant d'une fidélité sans faille à l'alliance avec le Reich,, il fait rédiger à leur intention de multiples notes, mémoires dans lesquels il affirme que l'épuisement interne de la double monarchie rend problématique la poursuite de la guerre aux côtés du Reich. Le mémoire du 12 avril 1917, destiné à Charles mais communiqué aux Allemands, expose sans fard la réalité de la situation de la monarchie danubienne à ce stade du conflit, modifiée par la révolution de Février, ou encore celui rédigé début juillet,. De même, il prend position officiellement à de nombreuses reprises en faveur d'une paix blanche, mais, face aux revendications expansionnistes des négociateurs allemands, il se révèle impuissant à modifier le cours des choses, en avril puis en août 1917 ; la divulgation de cet état de fait entraîne rapidement des réactions allemandes, axées sur la nécessité de contenir les tensions internes et externes qui épuisent la monarchie. Dans cette lignée, il rappelle en août 1917 aux responsables politiques et militaires du Reich la faiblesse économique de la monarchie danubienne et menace de rompre l'alliance avec le Reich dans le cas où les Alliés font des offres de paix blanche.
De plus, les conférences de l'année 1917 avec les représentants allemands élargissent le fossé entre les aspirations allemandes et la volonté de paix de la double monarchie, allant jusqu'à acter que la divergence des points de vue pouvait occasionner une rupture de l'alliance entre les deux empires : lors de ces échanges de vues, Czernin tente cependant de persuader le chancelier allemand de la nécessité de faire des concessions aux Alliés, y compris aux dépens de la double monarchie, ; en dépit des propositions austro-hongroises cette initiative ne rencontre aucun succès. Les divergences entre le Reich et la monarchie se matérialisent aussi par des menaces, auxquelles Czernin répond en affirmant souhaiter démissionner de son poste; à l'issue de cette crise avec le Reich, il constate que la monarchie ne peut prendre aucune initiative sans l'accord du Reich, et, aligne davantage encore la politique extérieure de la double monarchie sur la politique du Reich. 
Ce décalage entre le Reich et la double monarchie est aussi basé sur des intérêts économiques divergents entre les deux alliés; Czernin, négociateur austro-hongrois, tente de faire valoir le point de vue austro-hongrois, dans les négociations avec le Reich, principal pilier de la Triplice. Au printemps 1917, il est ainsi le promoteur d'une politique douanière préférentielle entre le Reich et la double monarchie,. 
Par la suite, au cours des pourparlers de paix consécutifs à la révolution d'Octobre, il prend rapidement conscience de la réalité de la réalisation des buts de guerre austro-hongrois en Pologne et en Roumanie : une tutelle politique réduite à néant par le contrôle réel exercé par le Reich sur l'économie de ces deux royaumes, réduits à l'état de « citrons pressés ». En dépit de son accord avec la politique du Reich, il n'est pas dupe de cette situation et le fait savoir à ses interlocuteurs allemands à partir du 23 mai 1917 lors d'une entrevue avec l'ambassadeur allemand à Vienne; il continue néanmoins à négocier pieds à pieds avec les Allemands le partage économique de la Roumanie. 
En outre, à de multiples occasions, il est soumis au chantage allemand, notamment lors des échanges devant aboutir à la paix avec la Russie. Les positions de la double monarchie, qu'il soutient, sont ainsi minées par les manœuvres allemandes en direction des Polonais et des Ruthènes, les négociateurs allemands promettant régulièrement la reconstitution d'un royaume de Pologne sous le sceptre d'un prince Habsbourg.

### La paix de Brest-Litovsk

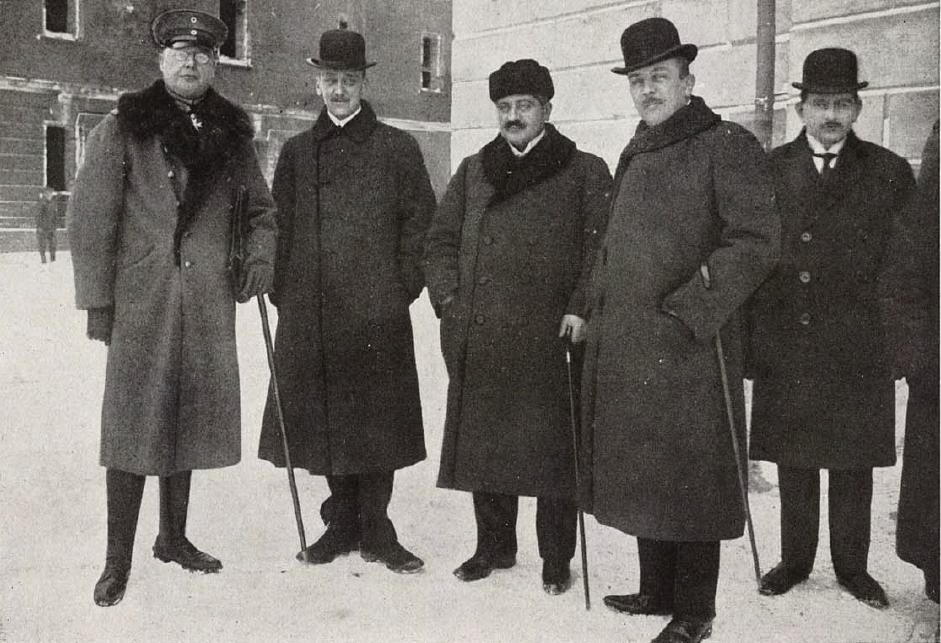
Négociateurs des puissances centrales à Brest-Litovsk (de gauche à droite) : le général allemand Max von Hoffmann, le ministre impérial austro-hongrois Ottokar Czernin, le grand vizir ottoman Talaat Pacha, le ministre des Affaires étrangères allemand Richard von Kühlmann…

Lors de la prise du pouvoir par les Bolcheviks, il défend, y compris face au chancelier allemand, et avant même d'avoir connaissance de la note russe, d'accéder aux propositions du nouveau gouvernement bolchevik et d'entamer des négociations en vue d'une paix séparée avec la Russie,. 
Le 25 novembre 1917, les puissances centrales acceptent les propositions d'ouverture des négociations en vue d'un traité de paix. Chef de la délégation austro-hongroise aux pourparlers de paix qui se tiennent à Brest-Litowsk, il tente même de se désolidariser de l'inflexibilité allemande face à certaines propositions russes, notamment sur la question de la libre disposition des peuples de l'ancien empire russe.
Dans le même temps, partisan d'un accord avec les Ukrainiens, il noue des contacts avec les membres de la Rada centrale qui ont pris le pouvoir à Kiev et se sont présentés à Brest-Litovsk pour remettre la déclaration d'indépendance du nouvel État national ukrainien. Mais la négociation avec les indépendantistes ukrainiens suscite l'opposition des Polonais, balayée au Conseil de la Couronne du 22 janvier 1918 par les objections de Czernin, mettant en avant les impératifs de ravitaillement de la double monarchie. Dans le cadre des négociations avec la Rada, il mène la délégation austro-hongroise et est le négociateur principal des puissances centrales et doit, à ce titre, relayer un certain nombre de demandes allemandes en Ukraine, même s'il menace de signer une paix séparée avec les Russes et les Ukrainiens sans l'accord des Allemands.
En échange de la cession de districts en Galicie, condition présentée par les Ukrainiens pour la conclusion de la paix, il espère l'accès des Austro-Hongrois au ravitaillement permis par l'Ukraine : adulé à Vienne, il n'est cependant pas dupe sur la réalité de son succès, qui dépend de la capacité des représentants ukrainiens à contrôler leur pays dans un contexte de guerre civile.
Signés par Czernin, les traités de paix avec l'Ukraine et la Russie ne sont cependant pas soumis à la ratification des instances compétentes de la double monarchie, notamment en raison du caractère instable de la situation en Ukraine et en Russie.

### La paix de Bucarest
Conséquence de l'intervention directe des puissances centrales en Ukraine, la Roumanie, alors presque totalement occupée , se trouve dans l'obligation de demander l'ouverture de pourparlers de paix avec le Reich et ses alliés. 
Dans le contexte de la défaite roumaine, il élabore un plan de partage de la Roumanie : la Valachie et la Moldavie à l'Ouest du Siret étant promis à la double monarchie, le reste de la Moldavie étant donné à la Russie, tandis que la Bulgarie annexerait la Dobroudja,. 
Czernin, alors ministre des affaires étrangères, tente, dans ce domaine aussi, de mener une diplomatie parallèle en incitant le roi Ferdinand à renforcer l'influence austro-hongroise sur son royaume en échange d'un assouplissement des conditions de paix. Ainsi, il expose le renoncement autrichien à une indemnité de guerre payée par le royaume de Roumanie.

## Rôle dans les affaires intérieures austro-hongroises
En tant que titulaire d'un des trois ministères communs de la double monarchie, il exerce, une certaine influence sur la vie intérieure du pays.

### Prorogation du compromis de 1907
Ainsi, le compromis décennal arrivant à expiration le 31 décembre 1917, Czernin est un acteur de sa reconduction dès le 24 février 1917, au prix d'un abaissement de la participation hongroise au budget commun,.
De plus, dans le contexte des négociations commerciales avec le Reich, les liens économiques entre l'Autriche et la Hongrie sont rendus modifiables, à sa demande, afin de lui permettre de disposer de marges de manœuvre dans les délicates négociations qu'il mène avec Berlin.

### Réformes intérieures
L'avènement du nouveau monarque austro-hongrois donne le signal des réformes intérieures dans la double monarchie. Membre du conseil des ministres commun, le ministre des affaires étrangères est associé à l'ensemble des décisions prises dans cette instances. 
Czernin participe ainsi en 1917 à l'élaboration des réformes qui doivent entrer en vigueur dans l'empire d'Autriche. Il se montre favorable à la modification du statut de la Bohême, la partageant en trois zones linguistiques, tandis que l'Allemand est élevé au rang de langue de l'empire.

### Influence politique
Ministre des affaires étrangères, il participe également à la définition de la politique menée par la double monarchie à l'égard de ses alliés. 
Durant la durée de son ministère, il joue également un rôle non négligeable dans les nominations aux postes de président du conseil autrichien et hongrois, récusant les uns, adoubant les autres.
De plus, acteurs des négociations politiques, économiques et commerciales pour le compte de la monarchie danubienne, il joue un rôle essentiel dans la définition de la politique de la double monarchie, du point de vue politique et commercial. Ainsi, le 6 mai 1917, il préside un conseil des ministres de la double monarchie, réunissant les ministres communs, les présidents du conseil autrichien et hongrois, ainsi que leur ministre du commerce respectif; à cette occasion, il participe à la définition de la politique commerciale de la double monarchie vis-à-vis du Reich.

## Fin de carrière
L'empereur Charles Ier, avec l'aide de son beau-frère le prince Sixte de Bourbon-Parme comme intermédiaire, avait secrètement entamé des pourparlers de paix avec la France. Dans une lettre adressée au président Poincaré du 24 mars 1917, il appuie la revendication française sur l'Alsace-Lorraine. Czernin fut au courant de ces pourparlers, même si, d'après ses Mémoires, il n'a pas connaissance des formulations exactes de la lettre. Le 2 avril 1918, contrevenant à tous les usages diplomatiques en vigueur, Czernin évoque ces questions dans un discours devant la municipalité de Vienne, affirmant que Clemenceau, président du Conseil français, aurait fait des propositions de paix acceptées par l'Autriche mais qui auraient échoué sur la question de l'Alsace-Lorraine en raison de l'intransigeance allemande. Clemenceau réfute ces propos : « Le Comte Czernin a menti », puis le président du Conseil français fait publier copie de la lettre autographe secrète du 24 mars 1917 où l'Empereur annonce que « si l'Allemagne refuse d'entrer dans la voie de la raison, il se verrait contraint d'abandonner son alliance pour faire une paix séparée avec l'Entente ». Durant un mois, polémiques et démentis se succèdent, tandis que Clemenceau fait publier la lettre de l'empereur Charles dans la presse française, poussant Czernin, ignorant des échanges épistolaires de son empereur, à la démission.
La chute de Czernin n'est en réalité que la conséquence de la clarification des équivoques héritées de l'affaire Sixte : lors de cette tentative de négociation, Czernin se trouve dans l'obligation d'affirmer sa fidélité au Reich, mais se trouve désavoué par l'empereur, ce qui l'oblige à démissionner, dans un contexte favorable aux intérêts du Reich. Craignant les réactions de Berlin, Czernin demande avec insistance à l'empereur une lettre l'innocentant, qu'il s'engage à conserver à titre privé. Le souverain, malade, accède à la requête mais Czernin, reniant sa parole, fait publier la lettre dans la presse dès le lendemain et, allant encore plus loin, invite le Reich à mettre l'Autriche sous tutelle, proposant à l'empereur d'abdiquer pour des raisons de santé et de nommer un régent. Cette multiplication de maladresses, ajoutée aux cinglantes réponses françaises, participe à la dégradation définitive des rapports déjà tendus qu'il entretient encore avec son souverain.
De plus, à la suite des traités de paix avec la Russie bolchevique et avec l'Ukraine, sa position se fragilise : en effet, il perd le soutien des élus polonais au parlement autrichien, mais le soutien de la droite allemande permet son maintien au pouvoir ; de plus, la paix avec l'Ukraine, négociée sur la base de livraisons de nourriture, n'est pas à la mesure des espoirs qu'elle a soulevés et dont le Czernin a été le principal bénéficiaire en termes de popularité.
Le 14 avril, croyant s'être réhabilité, le ministre présente sa démission en pensant que l'empereur la refuserait, mais ce dernier l'accepte, à sa grande surprise. Czernin fut bien le seul à être surpris car pour les autres acteurs de la diplomatie des empires centraux, les échecs qu'il avait essuyés face aux Polonais et aux Ukrainiens et ses démêlés avec Clemenceau l'avaient définitivement déconsidéré. Cependant, ce changement de personnel à la tête du ministère commun des affaires étrangères n'implique nullement de modification de la politique menée par la double monarchie, dont le monarque ne dispose d'aucune autre solution que de soumettre le sort de son pays à la volonté de l'Allemagne impériale, en signant, à Spa, en mai 1918, une alliance défensive et offensive de douze années, vassalisant totalement l'Autriche-Hongrie ; le remplacement de Czernin par son prédécesseur, Burian, acte simplement la fin d'une politique austro-hongroise autonome dans le cadre d'une Mitteleuropa dominée par un Reich hégémonique.

## Après la dislocation de la monarchie danubienne

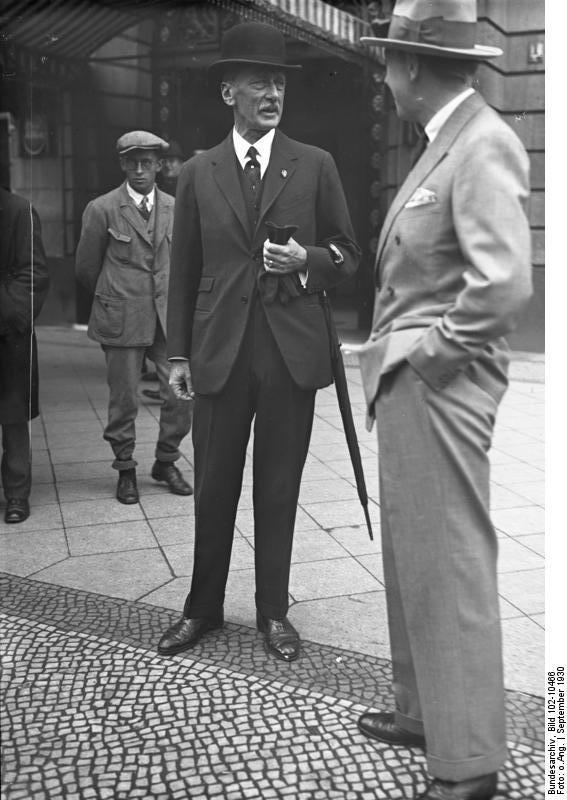
Ottokar Czernin à Vienne en 1930.

En octobre 1918, actant la fin de la monarchie danubienne, Czernin se retire, reste à Vienne, avec un train de vie bourgeois, bien modeste en comparaison du passé, car les réformes agraires en Tchécoslovaquie l'avaient privé de ses terres en Bohême. De 1920 à 1923, cependant, il siège comme député du Parti démocratique au sein de la chambre basse de la nouvelle république d'Autriche.
En 1919, la monarchie étant abolie et l'empereur en exil, il publie ses mémoires où affirme notamment qu'en avril 1917, il aurait transmis par l'intermédiaire de l'Empereur un pronostic sombre à Matthias Erzberger, un député allemand et chef de file du Parti du centre, exposant les raisons pour lesquelles la double monarchie ne pourrait pas survivre à un autre hiver de combats, d'où adoption d'une résolution de paix le 19 juillet 1917. De même, dans ce même texte, il s'estime trahi par Charles Ier. Il meurt treize ans plus tard à Vienne et est enterré à Bad Aussee.

## Dans la culture populaire
Le comte Czernin a été incarné par l’acteur Christopher Lee  dans un épisode de la série télévisée américaine Les Aventures du jeune Indiana Jones. L’épisode avait pour titre « Autriche, mars 1917 » (« Austria, March 1917 » en anglais) et fut diffusé pour la première fois sur le chaîne ABC le 21 septembre 1992.